# Lorenzo 1990-1995
| Recensione | Giudizio |
| ---------- | -------- |
| AllMusic   |          |

Lorenzo 1990-1995 è la seconda raccolta del cantautore italiano Jovanotti, pubblicata nell'ottobre 1995.

## Descrizione
Contiene una selezione di sedici brani originariamente registrati tra il 1990 e il 1995 con l'aggiunta dei due inediti L'ombelico del mondo e Marco Polo.

## Tracce
1. L'ombelico del mondo – 4:28 (Lorenzo Cherubini, Michele Centonze, Saturnino Celani, Pierluigi Foschi)
2. Ragazzo fortunato – 4:49 (Michele Centonze, Lorenzo Cherubini)
3. Muoviti muoviti – 4:24 (Lorenzo Cherubini, Luca Cersosimo)
4. Chissà se stai dormendo – 5:12 (Lorenzo Cherubini, Massimo Mariello)
5. Una tribù che balla – 3:41 (Lorenzo Cherubini, Michele Centonze)
6. Non m'annoio – 3:43 (Lorenzo Cherubini)
7. Libera l'anima – 4:48 (Lorenzo Cherubini, Michele Centonze, Luca Cersosimo)
8. Quando sarai lontana – 4:14 (Lorenzo Cherubini)
9. Gente della notte – 4:27 (Lorenzo Cherubini, Saturnino Celani)
10. Ciao mamma – 4:37 (Lorenzo Cherubini, Claudio Cecchetto, Luca Cersosimo)
11. Io no – 4:56 (Lorenzo Cherubini, Saturnino Celani, Luca Cersosimo)
12. Io ti cercherò – 4:36 (Lorenzo Cherubini)
13. Serenata rap – 5:10 (Lorenzo Cherubini, Michele Centonze)
14. Piove – 3:20 (Lorenzo Cherubini, Luca Cersosimo)
15. Penso positivo – 5:07 (Lorenzo Cherubini, Saturnino Celani)
16. Marco Polo – 4:28 (Lorenzo Cherubini, Stefano Centonze)

## Formazione
- Jovanotti – voce, cori
- Pape Gurioli – pianoforte, Fender Rhodes
- Michele Centonze – sitar, tamburello
- Pier Foschi – batteria, tamburello
- Ernesttico Rodriguez – percussioni
- Saturnino – basso, violino elettrico, contrabbasso, chitarra, tamburello
- Demo Morselli – tromba
- Daniele Comoglio – sax

## Classifiche

### Classifiche settimanali
| Classifica (1995/96) | Posizione massima |
| -------------------- | ----------------- |
| Austria              | 8                 |
| Europa               | 21                |
| Italia               | 1                 |
| Svizzera             | 14                |

### Classifiche di fine anno
| Classifica (1995) | Posizione |
| ----------------- | --------- |
| Italia            | 15        |
| Classifica (1996) | Posizione |
| Europa            | 89        |